# Michael Detjen
Michael Detjen (ur. 28 kwietnia 1958 w Nordhausen) – niemiecki polityk i działacz związkowy, deputowany do Parlamentu Europejskiego VIII kadencji.

## Życiorys
Od 1978 pracował w przedsiębiorstwie telekomunikacyjnym, gdzie został członkiem rady pracowniczej. Ukończył później związkową Akademie der Arbeit we Frankfurcie nad Menem. Został etatowym działaczem związkowym w ramach Deutscher Gewerkschaftsbund, od 2001 jako przewodniczący DGB w rejonie Westpfalz. Od 2012 był również przedstawicielem IG Metall w Kaiserslautern.
Od 1974 członek Socjaldemokratycznej Partii Niemiec. W wyborach europejskich w 2014 kandydował do PE na liście zastępców poselskich SPD. Mandat eurodeputowanego VIII kadencji objął w styczniu 2018, zastępując Juttę Steinruck. W Europarlamencie dołączył do frakcji Postępowego Sojuszu Socjalistów i Demokratów.